# Francolin montagnard
Scleroptila psilolaema
Espèce
Statut de conservation UICN

 NT  : Quasi menacé
Le Francolin montagnard (Scleroptila psilolaema) est une espèce d'oiseaux de la famille des Phasianidae.

## Distribution
Restreinte et fragmentée dans l’est de l’Afrique : centre et sud-est de l’Éthiopie, dans le Choa, l’Arussi, le Balé, le Sidamo, mont Elgon à la frontière entre l’Ouganda et le Kenya, ainsi que le mont Kenya, les Aberdares et le Mau Narok au Kenya.

## Sous-espèces
Quatre sous-espèces ont été décrites (psilolaemus, ellenbecki, elgonensis, theresae), mais avec des combinaisons assez différentes selon les auteurs, au point même d’inclure elgonensis dans une autre espèce, F. shelleyi. Hennache & Ottaviani (2011) se rallient à la taxonomie de Urban et al. (1986), en ne conservant que la forme nominale et la sous-espèce vraiment différenciée elgonensis.
- F. p. psilolaemus Gray, G. R., 1867 : (F. p. ellenbecki Erlanger 1905 incluse), Éthiopie.
- F. p. elgonensis Ogilvie-Grant, 1986 : (F. p. theresae Meinertzhagen 1937 incluse), Kenya et Ouganda. Cette sous-espèce se distingue par les parties inférieures nettement teintées de roux et par la gorge blanche pratiquement immaculée. Sa taille est aussi plus grande (37-40 cm). Au sein de cette sous-espèce, c’est la forme du mont Elgon qui présente la plus forte saturation de roux, chez les formes du Kenya cette couleur est moins soutenue.

## Habitat
Le francolin montagnard s’est adapté aux landes à bruyères (Erica) et aux prairies alpines entre 1800 et 4000 m d’altitude mais, localement, à 1600 m en Éthiopie. Au Kenya, iI remplace F. shelleyi en altitude (Urban et al. 1986).

## Alimentation
Elle est dominée par des bulbes et des racines avec des morceaux d’herbes et de carex, des graines et un complément d’insectes (Urban et al. 1986).

## Mœurs
Le francolin montagnard se tient généralement en couples ou en groupes familiaux. Timide et prudent, il préfère se nourrir à l’abri plutôt qu’à découvert. En Éthiopie, il a été observé en train de chercher sa nourriture dans des formations de carex poussant autour de mares dans des zones ouvertes, herbeuses et marécageuses. En cas de danger, il allonge le cou pour observer l’intrus au-dessus des herbes, puis plonge dans le couvert végétal, piétant tranquillement en s’éloignant. Il répugne à s’envoler et ne le fait qu’en cas de danger pressant, volant alors sur une longue distance avant de disparaître à nouveau dans le couvert végétal (Madge & McGowan 2002).

## Voix
Le cri de signalement consiste en une série de quatre notes mélodieuses et souvent répétées, rappelant beaucoup celui du francolin de Shelley. Comme chez ce dernier, ce cri appelle des réponses des congénères qui sont dans le secteur. C’est surtout à la tombée de la nuit qu’il émet ses vocalises. A l’envol, il lance une série de cris perçants et explosifs (Hennache & Ottaviani 2011).

## Nidification
Elle est mal connue, mais semble avoir lieu entre janvier et juin ou même à n’importe quel mois de l’année sauf en septembre-octobre. La découverte dans de hautes herbes d’un nid contenant trois œufs et deux poussins, ainsi que la présence de jeunes nichées de quatre ou cinq poussins suggèrent une ponte moyenne de cinq œufs (Urban et al. 1986).

## Statut
Cette espèce n’est pas considérée comme globalement menacée par BirdLife International (2010) mais elle est généralement peu commune de par son aire restreinte et fragmentée. Elle semble franchement commune à Mau Narok et sur le mont Elgon au Kenya, et pas rare dans certains secteurs d’Ethiopie (Madge & McGowan 2002).